# John Westell
John Westell (ur. 11 marca 1921 w Devon, zm. styczeń 1989 w Devon) – brytyjski konstruktor jachtów sportowych i turystycznych, zapamiętany przede wszystkim jako konstruktor 505-tki oraz trimaranu Ocean Bird.

## Biografia
John urodził się 11 marca 1921 roku w hrabstwie Devon w Wielkiej Brytanii. Ochrzczono go jako Woodroffe John Westell, ale zrezygnował z używania imienia "Woodroffe", ponieważ nie chciał być nazywany "Woody". W wieku 16 lat wygrał regaty w klasie National 12 w Exe, co było znaczącym wyczynem ze względu na siłę tej klasy. Po wybuchu wojny w 1939 roku zgłosił się na ochotnika do Królewskiej Rezerwy Marynarki Wojennej i jako marynarz trafił na trałowiec typu Bird, który należało dostarczyć do nowozelandzkiej marynarki wojennej. Po powrocie został awansowany na podporucznika i w czasie szkolenia oficerskiego wybrał meteorologię na swoją specjalizację. Po ukończeniu szkolenia został wysłany na stację marynarki wojennej w Puttalam na terenie ówczesnego Cejlonu (Sri Lanka). Służba na placówce musiała być dość spokojna, ponieważ John zbudował łódkę klasy Sharpie na której spędzał mnóstwo czasu. Doświadczenia zebrane na żeglowaniu wpłynęły na jego późniejsze projekty.
Pragnąc zdobyć pracę w branży żeglarskiej, John był jednym z założycieli magazynu Yachts & Yachting, gdzie publikował artykuły, zarówno pod własnym nazwiskiem, jak i pod wieloma pseudonimami.
Poślubił Rosemary, którą poznał w Exe SC. W 1950 roku urodziła się ich córka Gillian.
Zmarł na raka w styczniu 1989 roku w wieku 68 lat.

## Projektowanie jachtów
Pierwszy łódka Westella to sklejkowe dinghy o długości 16 stóp (4,9 m) z tępo ściętym dziobem. We wczesnych latach pięćdziesiątych zainteresował się eksperymentowaniem z kształtami kadłuba klasy International 14 oraz Latającym Holenderem, wszystko to pod kątem poprawy charakterystyki ślizgu, co finalnie doprowadziło do powstania klasy 5O5.
Pracował dla producenta łodzi w Rochester w hrabstwie Kent, a następnie został dyrektorem technicznym produkcji w Honnor Marine w Totnes w hrabstwie Devon. W latach 70. w wyniku zainteresowania się turystycznymi trimaranami powstał projekt jachtu Ocean Bird ze składanymi, bocznymi pływakami.

### Klasa 505
Żaglówka brała udział w konkursie ogłoszonym przez Międzynarodową Federację Żeglarską, który odbył się w 1953 roku we Francji w La Baule-Escoublac. Celem konkursu był wybór nowej, dwuosobowej żaglówki na Igrzyska olimpijskie. Coronet został odrzucony i nową łódką został Latający Holender. W 1954 roku francuskie stowarzyszenie Caneton Association poprosiło o skrócenie Coroneta do 5 metrów. Westell skorzystał z możliwości zawartych w przepisach pomiarowych klasy, które zakładały 1% tolerancje wymiaru i tym sposobem powstał kadłub o długości  5,05 m, dziś znany jako International 5O5. Klasa uzyskała międzynarodowy status IYRU w 1955 roku.

### Oceaniczny trimaran Ocean Bird
Westell zaprojektował prototyp Ocean Bird, który stał się trimaranem w 1970 roku. Posiadał on składane boczne pływaki na ramie ze stalowej belki. Pływaki zapewniają dużą stabilność w czasie żeglugi, zapobiegając większym przechyłom, a jednocześnie pozwala to na zmniejszenie szerokości w czasie wchodzenia do portu i w nim cumowania.

### Skonstruowane łódki
| Model             | Długość              | Rok  |
| ----------------- | -------------------- | ---- |
| Dingbat           | 16 stóp (4,9 m)      | 1947 |
| Coronet           | 18 stóp (5,5 m)      | 1953 |
| 505               | 5.05 m               | 1954 |
| Allegro (Westell) | 20,75 stopy (6,32 m) | 1956 |
| Cinder 22         | 21,5 stopy (6,6 m)   | 1966 |
| Nova 27           | 27,67 stopy (8,43 m) | 1971 |
| Ocean Bird 30     | 30 stóp (9,1 m)      | 1970 |